# Tourisme dans Lanaudière

Région de Lanaudière

Le tourisme dans Lanaudière est promu par l'organisme Tourisme Lanaudière.

## Histoire
Dès 1820, Terrebonne est réputé comme destination tourisque des riches montréalais qui s'y rendent en bateau à vapeur.
Dans les années 1920, la population de Repentigny double durant la saison estivale et la municipalité est connue sous le nom de Repentigny-les-bains en raison de ses plages. D'autres villégiateurs s'aventurent plus loin sur les côtes du fleuve Saint-Laurent vers Saint-Sulpice, Lavaltrie et Lanoraie.
Puis la villégiature au nord se développe autour des lacs et des rivières.
L'accès au territoire Lanaudois a, pendant longtemps, été réservé à un nombre restreint de privilégiés sous le régime des clubs privés. Dans les années 1970, les opérations de déclubage retirent les droits exclusifs de chasse et de pêche à ces groupes privés pour rendre le territoire accessible à l'ensemble de la population.
Le développement du réseau routier et l'augmentation du parc automobile, à la suite de la Seconde Guerre mondiale, fait de Lanaudière une destination vacances de proximité pour les montréalais. Le tronçon de l'autoroute 40 entre Montréal et Berthierville est développé de 1965 à 1967.
En 1985, le premier guide touristique de la région de Lanaudière est publié par le Conseil régional de la culture de Lanaudière.

## Situation géographique
La région de Lanaudière fait partie des régions centrales du Québec. Elle est située entre le fleuve Saint-Laurent et le massif laurentien, entre la Mauricie et les Laurentides.
La région de Lanaudière compte 6 MRC : Matawinie, Joliette, D’Autray, L’Assomption, Montcalm, Les Moulins.

### Route touristique
En bordure du fleuve Saint-Laurent se trouve le Chemin du Roy. Il s'agit d'une route historique reliant Québec et Montréal construite entre 1731 et 1737. Elle est reconnue aujourd'hui comme une route touristique par le Ministère du Tourisme,.

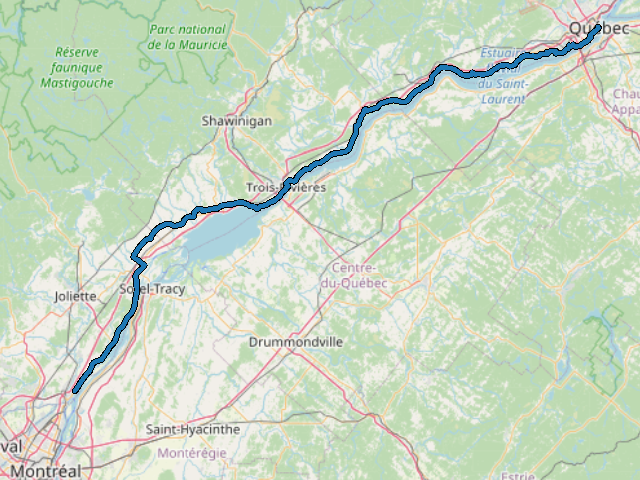
Tracé du Chemin du Roy.
Logo du Chemin du Roy.
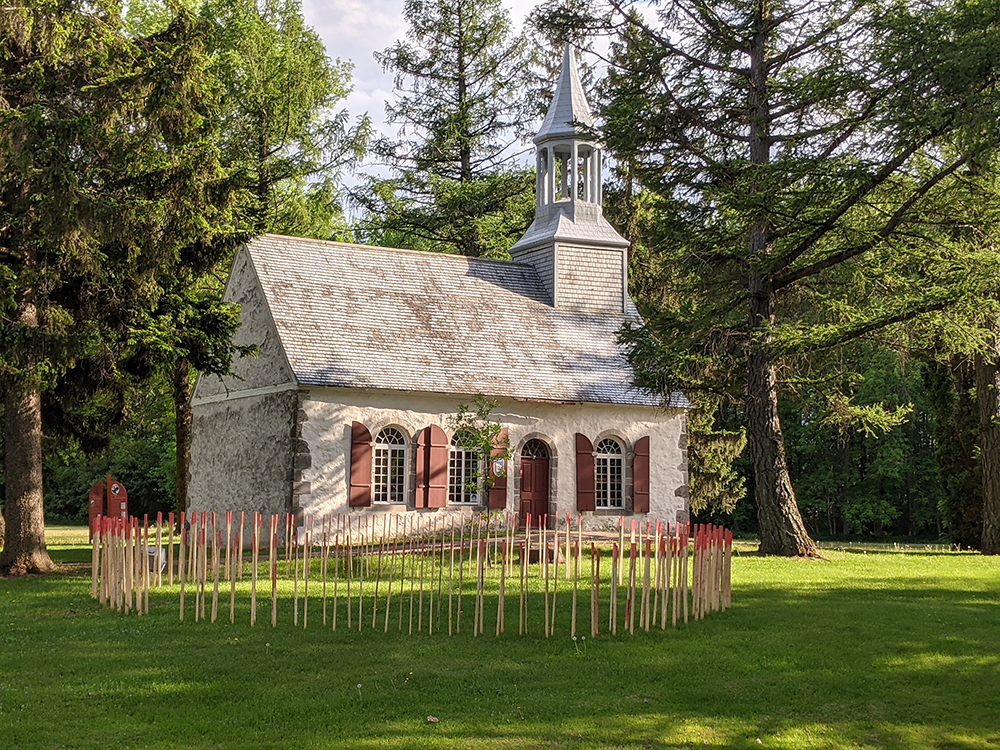
La Chapelle des Cuthbert sur le Chemin du Roy.

## Lieux touristiques

### Parc régionaux
- Parc régional de la Chute-à-Bull
- Parc régional de la Forêt-Ouareau
- Parc régional des Chutes du Calvaire[9]
- Parc régional des Chute-Mont-à-Penne-des-Dalles[10]
- Parc régional des Sept-Chutes
- Parc régional du Lac Taureau
- Beauréal Réserve Naturelle[11]

### Musées
- Chapelle des Cuthbert
- Maison d'histoire de Terrebonne
- Maison Rosalie-Cadron
- Musée d'art de Joliette
- Maison Louis-Cyr[12]
- Musée Gilles-Villeneuve[13]
- Maison et jardins Antoine-Lacombe

### Lieux patrimoniaux
Consultez les articles détaillés Liste du patrimoine immobilier de Lanaudière et Liste des lieux patrimoniaux de Lanaudière.

### Circuits gourmands
- Lanaubière, la route des bières lanaudoises[14]
- Parcours agrotouristique de Saint-Jean-de-Matha[15]
- Les circuits de Goûtez Lanaudière[16]

## Festivals et événements
- Festival Blues de Joliette[17]
- Saint-Côme en glace[18] : Festival de sculptures de glace dans la municipalité de Saint-Côme.
- Festival de Lanaudière : Festival de musique classique.
- Festival Mémoire et Racines : Festival trad qui se déroule à Joliette.
- Rythmes et courant[19] : Série de spectacles en plein air à Lavaltrie.
- Coupe du monde de bosses à Val Saint-Côme : Événement international de ski[20].

## Lieux d’accueil et d’information touristique
- Le bureau d’information touristique de Saint-Gabriel-de-Brandon[21]
- Le bureau d’information touristique de Saint-Donat[22]
- Le bureau d’information touristique de la Chapelle des Cuthbert[23]
- Le bureau d’information touristique des Moulins[24]
- Le bureau d’information touristique de Repentigny[25]
- Le bureau d’information touristique de la MRC de Joliette[26]
- Le bureau d'information touristique de Saint-Côme[27]